# Курагэу, Михай Георгиевич
Михай Георгиевич Курагэу (рум. Mihai Curagău; 15 августа 1943, с. Баланешты, Ниспоренский район, Губернаторство Бессарабия — 24 декабря 2016) — советский и молдавский актёр театра и кино, Народный артист Республики Молдова (1992).

## Биография
В 1964 г. окончил актерский факультет Кишиневского института искусств им. Г. Музическу.
В 1964 г. окончил Кишиневский институт искусств им. Музическу.
В 1964—1990 гг. — актер Молдавского музыкально-драматического театра им. А.С.Пушкина, в 1990 г. — театра «Джинта латинэ». Среди значимых работ: дед Бодрынгэ из пьесы «Воспоминаний» Валерия Купчи, по Иону Крянгэ, Тоадер из «Председателя» Думитру Матковски, Зеленый император из «Волшебной булавы» Ливиу Деляну, Бальзаминов из «За чем пойдешь, то и найдешь» Александра Островского.
С 1993 г. — актёр Национального театра «Сатирикус».
Дебют в кино состоялся в 1967 г. на киностудии «Молдова-фильм» в фильме Георгия Водэ «Нужен привратник» в роли чертенка «Микидуцэ». Позже работал с такими известными режиссерами как Эмиль Лотяну, Василе Паскару и Тудором Тэтару. Одна из самых известных ролей актера − Ион в фильме «Бочка» (1991).
В ноябре 2003 г. вышла книга «Живое серебро на сцене», посвященная Курагэу.

## Награды и звания
Народный артист Республики Молдова (1992).
Кавалер Ордена Почёта (2009) и Ордена Республики (2014).

## Фильмография
- «Нужен привратник», 1967 — Микидуцэ
- «Свадьба во дворце», 1969 — Костэкел
- «Десять зим за одно лето», 1969 — эпизод
- «Крутизна» ,1970 − Тодерикэ
- «Лэутарий» , 1971 − Анафурэ
- «Дмитрий Кантемир», 1973 — ездовой
- «Дом для Серафима», 1973 − эпизод
- «Мужчины седеют рано», 1974 − Дэнуц Курмей
- «Долгота дня», 1974 − эпизод
- «Гнев», 1974 − эпизод
- «Между небом и землей», 1975 − эпизод
- «Марк Твен против», 1976
- «Трынта», 1977 − мош Игнэцел
- «Сказание о храбром витязе Фэт-Фрумосе», 1977 − белый чертенок
- «Эмиссар заграничного центра», 1979 − Гуськов
- «И придёт день...», 1979 − эпизод
- «Шоссе», 1981 — человек с барабаном
- «Июньский рубеж», 1982 − эпизод
- «Свадебное путешествие перед свадьбой», 1982 − Антон
- «Как стать знаменитым», 1983 − эпизод
- «Нескончаемый месяц ковша», 1984
- «Тревожный рассвет», 1984
- «Одинокий автобус под дождем», 1986 − Иван Прокофьевич Сергунько, начальник охраны завода
- «Таинственный узник», 1986 − эпизод
- «Коршуны добычей не делятся», 1988 — эпизод
- «Прощай, наш бакалавр» (короткометражный) − 1989
- «Мастер Маноле», 1990 − эпизод
- «Ой-ой-ой, не наливай!», 1991 − Савва
- «Бочка» (короткометражный), 1993 — Ион, главная роль
- «Кодры», 1992—1994 − крестьянин
- «Брежнев», 2005 − эпизод
- «Заяц над бездной», 2006 — массажист